# 가나야정 (시즈오카현)
가나야정(일본어: 金谷町)은 일본 시즈오카현 하이바라군에 설치되었던 정이다. 엔슈 동부에 위치하고 있으며 에도 시대는 동해도의 슈쿠바 마을이었다. 차(가네야차)의 산지로 알려졌다. 2005년에 구·시마다 시와 신설 합병해 시마다 시가 되었다.덧붙여 현지에서의 가네타니의 악센트는 머리 높이가 아니라 2·3박째가 높다.

## 지리
시즈오카현의 엔슈 동부에 위치한다. 행정상의 구분은 하이바라군이며, 시즈오카 현 중부 지방으로 구분되었다.

## 역사
- 1889년 4월 1일 - 시정촌 시행으로 가나야정, 고카촌이 탄생하였다.
- 1957년 10월 1일 - 가나야정 및 고카촌이 합병해 새로운 가나야정이 탄생하였다.
- 2005년 5월 5일 - 시마다시와 대등 합병해 시마다시 (신설)가 되었다.

## 교통

### 철도
- 오이가와 철도 오이가와 본선

※가도데 역은 가나야정이 소멸후 신설되었다.

### 도로
- 도메이 고속도로
- 국도 1호선
- 국도 473호선

## 같이 보기
- 가나야역

## 참고 문헌
- 角川日本地名大辞典編纂委員会,『角川日本地名大辞典 22 静岡県』, 角川書店, 1978年, ISBN 4040012208